# Bruno Brazil
Bruno Brazil, és un personatge de ficció de còmic francobelga. Aquesta sèrie va ser creada pel guionista Greg (amb el pseudònim de Louis Albert) i pel dibuixant, William Vance. Es va publicar per primera vegada el 17 de gener de 1967, a la revista Tintin (Dargaud, Bèlgica) a la seva edició Belga, la primera historieta es va titular Une fleur pour cible.

## Biografia de ficció
Bruno Brazil, és un agent secret, d'aspecte elegant, cabell blanc, i nervis d'acer. Les seves històries, es desenvolupen als Estats Units d'Amèrica i forma part de l'elit dels serveis secrets d'aquest país, les seves tasques són les d'informació i contra espionatge. A les seves missions l'envien a resoldre els assumptes més delicats i perillosos, per dur a terme el seu treball, compta amb l'anomenat "Comando Caimán" del qual Bruno Brazil, n'és el seu cap, l'equip està format per aventures de procedència incerta.

## Personatges secundaris
Amb el Comando Caiman, Bruno Brazil, i viu algunes de les seves aventures, aquest comando està format per:
- Wip Rafale: Una noia, encantadora, seductora i d'una gran bellesa, envoltada d'homes que la festejant, mentre ella fa ostentació d'unes habilitats que deixarien bocabadat a més d'un. Wip és una experta en el maneig del fuet. Abans d'unir-se al grup de Bruno Brazil, treballava en un circ i el seu número era dels més apreciats i aplaudits pel públic que anava a veure l'espectacle.[1]

- Texas Bronco: Destaca per la seva força, aquesta mateixa força fa que estigui molt sol·licitat al món dels rodeos. El recurs de la força, en algunes ocasions li és molt útil a Bazil.[1]

- Billy Brazil: és el germà petit de Bruno, Billy, una vegada complet el període de formació, el seu germà Bruno li ofereix d'unir-se al grup, la qual cosa entusiasma a Billy, que té una gran admiració pel germà, de fet tenia por que penses que encara era un nen petit. El fet d'entrar al grup desmenteix aquesta possibilitat.[1]

- Big Boy Lafayette: També anomenat amb el pseudònim de Big Boy. És més aviat un murri, i el més simpàtic del grup. Havia fet de joquei, i la seva gran habilitat és el Io-io, amb el que és un mestre.[1]

- Gaucho Morales: Ha passat llargues temporades a la presó, per a desgràcia dels funcionaris. És un cabró integral, però té molt de talent i contactes; és per això que Bruno Bazil el te al seu grup.[1]

## Autors
- Greg: Guionista de la sèrie, Greg, és el pseudònim de Michel Regnier', va ser un dibuixant de còmics, guionista, redactor en cap i director literari belga nacionalitzat francès. Amb més de 250 àlbums al seu actiu en tant que dibuixant i/o guionista, forma part dels creadors més prolífics de l'anomenada escola de còmic francobelga. A més de Guionista de Bruno Brazil, també és conegut per ser el creador del personatge Achille Talon i el guionista de les sèries Comanche i Bernard Prince, dibuixades per Hermann, així com de diversos àlbums d'Espirú i Fantàstic de l'època en què Franquin n'era el dibuixant.

- William Vance:Dibuixant de la sèrie.

## Publicacions i trajectòria editorial
| Nº d'episodi | Nom en l'original              | Any  | Editorial  | Nom traduït                              | Publicat a                                | Número           | Any  | Editorial          |
| ------------ | ------------------------------ | ---- | ---------- | ---------------------------------------- | ----------------------------------------- | ---------------- | ---- | ------------------ |
| 1            | Le requin qui mourut deux fois | 1969 | Dargaud    | "El lobo de Nuremberg"                   | GRAN AVENTURA                             | 4                | 1971 | Jaimes             |
| 2            | Commando Caïman                | 1970 | Dargaud    | "La primera aventura del Comando Caimán" | Mortadelo (revista)                       | 399 al 416       |      | Editorial Bruguera |
| 3            | Les yeux sans visage           | 1971 | Dargaud    | Los Ojos sin Rostro                      | Bruno Bazil                               | Integral 1       | 2013 | Ponent Mont        |
| 4            | La cité pétrifiée              | 1972 | Dargaud    | La ciudad petrificada                    | Mortadelo (revista)                       | 441 al 450       |      | Editorial Bruguera |
| 5            | La nuit des chacals            | 1973 | Dargaud    | Sense Traduir                            |                                           |                  |      |                    |
| 6            | Sarabande à Sacramento         | 1974 | Dargaud    | Jaque a la Mafia                         | Mortadelo (revista)                       | 376 al 398       |      | Editorial Bruguera |
| 7            | Des caïmans dans la rizière    | 1975 | Dargaud    | Sense Traduir                            |                                           |                  |      |                    |
| 8            | Orage aux Aléoutiennes         | 1976 | Dargaud    | Sense Traduir                            |                                           |                  |      |                    |
| 9            | Quitte ou double pour Alak 6   | 1977 | Dargaud    | Sense Traduir                            | Mortadelo (revista) i Especial James Bond | 417 al 429 / 171 |      | Editorial Bruguera |
| 10           | Dossier Bruno Brazil           | 1977 | Dargaud    | Dossier Bruno Brazil                     | Mortadelo (revista)                       | 430 al 440       |      | Editorial Bruguera |
| 11           | La fin...!??                   | 1995 | Le Lombard |                                          |                                           |                  |      |                    |